# ایرگانای
ایرگانای (به لاتین: Irganay) یک منطقهٔ مسکونی در روسیه است که در داغستان واقع شده‌است.